# Spinning Top
Spinning Top: Between Security & Insecurity è il dodicesimo EP del gruppo sudcoreano Got7, pubblicato il 20 maggio 2019.
All'uscita del disco ha fatto seguito il Keep Spinning World Tour, partito il 15 giugno 2019 a Seul e proseguito in America Settentrionale e Meridionale, Europa e Oceania.

## Descrizione
Spinning Top: Between Security & Insecurity viene annunciato il 26 aprile 2019 insieme al Keep Spinning World Tour. Dal 6 al 13 maggio vengono pubblicate delle foto promozionali, chiudendo con la copertina digitale, e il 14 la lista delle tracce. Il 17 maggio viene pubblicata un'anteprima dei brani e il 18 i testi. Il 20 maggio, un'ora dopo l'uscita del disco, i Got7 tengono su V Live una chiacchierata informale ospitata dall'attore Kim Sang-joong per presentare Spinning Top.
«[La fonte della nostra ansia] è il futuro. Essendo le aspettative grandi perché l'obiettivo è grande, c'è un senso di disagio per il timore che arrivi una delusione. Abbiamo iniziato a vedere la luce con Fly, ma sembra che felicità e ansia arrivino contemporaneamente. È un'emozione iniziata domandandoci se, quando in seguito questi momenti, bei momenti, spariranno e dovremo ammetterlo e accettarlo, saremo in grado di accettarlo davvero. [...] Non posso che preoccuparmi per il futuro. Come musicisti, continueremo a fare musica, ma, invecchiando e con l'arrivo di nuove mode, il pubblico le troverà e verremo spinti da parte. Pensando a queste cose, ho elaborato il messaggio e il concept di questo album.»

— JB, intervista con Media SR
Nel vagliare idee da usare come tema del nuovo disco, viene scelta la parola "ansia" e, raccogliendo le storie di altre persone, i Got7 decidono di realizzare un disco che aiuti a superarla. Riflettendo su come raggiungere l'obiettivo e rileggendo i suoi vecchi diari, JB ha l'idea di usare il simbolo della trottola, scoprendo che, pur con il passare del tempo, si è preoccupato ciclicamente delle stesse cose e ha attraversato ripetutamente dei periodi di ansia, rimanendo fermo nello stesso punto come una trottola che non riesce a uscire dalla prigionia. Il giocattolo che ruota in equilibrio viene quindi associato alla sicurezza e alla luce, mentre il momento in cui si inclina e cade all'insicurezza e all'oscurità. Oltre ai ricordi e alle esperienze passate prese dai diari di JB, un'altra fonte di ispirazione è l'opposizione tra il buio delle quinte prima di un concerto e la luce delle lightstick dei fan durante l'esibizione sul palco.
Il gruppo partecipa alla composizione e alla scrittura dei testi di tutte le tracce, riflettendo sulle pubblicazioni precedenti ed esprimendo sia "il tema universale della sicurezza e dell'insicurezza che coesistono in una persona", comunicando il messaggio di superare l'ansia e andare avanti dirigendosi verso la luce, sia la pressione sperimentata nel corso della propria carriera rispetto ai risultati della propria produzione musicale, e l'ansia nei confronti di un futuro incerto e di perdere quanto ottenuto fino a quel momento: a livello personale dei Got7, è un invito a superare il rimpianto e l'ansia di quando le aspettative nei confronti di un disco vengono disattese.
Nel complesso delle sue tracce, Spinning Top segue il processo di una mente che inizia a diventare ansiosa, raggiunge il picco e infine trova un senso di stabilità. Il disco consta di sei brani, che diventano sette nell'edizione fisica con la strumentale di Eclipse, ed è diviso in due metà. Le prime tre tracce rappresentano il momento in cui l'oscurità cala e sopraggiunge l'ansia: 1°, il cui testo è stato in parte scritto da Yugyeom, paragona l'inclinazione anche solo di un grado della trottola, che la porta a un'estrema destabilizzazione, a quanto farsi prendere da un minimo di insicurezza non faccia altro che renderla sempre più grande. Il brano future bass Eclipse vede la partecipazione di JB sia nelle parole, sia nella composizione, ed esprime l'ansia di non essere potenzialmente in grado di proteggere i propri cari, e contemporaneamente la paura di farli sentire oppressi e finire per allontanarli da sé. A livello personale, solleva domande sul futuro del gruppo, catturando l'ansia provata "nel momento più brillante" al pensiero di quando la popolarità e l'amore spariranno. Per realizzare la prima versione del brano, JB ha impiegato dai due ai tre mesi; Eclipse era inizialmente "più dura e piena di melodie orecchiabili", ma la partitura è andata incontro a numerose revisioni in seguito alle indicazioni del produttore J.Y. Park, vista la sua richiesta di parti più melodiche e liriche. Su consiglio di Park, anche parte del testo è stata modificata per cambiare la modalità di espressione. Per il titolo è stata usata l'eclissi come metafora perché il processo con cui l'insicurezza arriva e riempie una persona è graduale, simile al sole che copre la luna. La terza canzone è The End, scritta e co-composta da Jinyoung pensando a ciò che avrebbe potuto farlo sentire maggiormente insicuro, cioè la fine del gruppo, e parla dell'ansia e della tristezza che si sperimentano al termine di un rapporto, e del rimpianto per un futuro che si sognava di passare insieme. Siccome la fine di qualcosa rappresenta allo stesso tempo un nuovo inizio, The End segna il punto di svolta nel disco, introducendo le tre tracce successive, che raccontano di quando torna la luce.
Time Out, il cui arrangiamento ricorda lo scampanio di una giostra, chiede all'ascoltatore di prendersi una pausa e liberarsi dei pensieri negativi, concentrandosi sul superamento dell'insicurezza, ed è stata co-scritta e co-composta da Youngjae. BamBam ha invece partecipato alla composizione e alla stesura delle parole di Believe, nella quale invita qualcuno a fidarsi nuovamente e a sostenerlo, affinché possa ritrovare la luce, similmente a come una trottola, una volta caduta, ha bisogno che una persona la lanci di nuovo per riprendere a girare. La sesta e ultima canzone, Page, è stata co-composta e scritta da JB dopo aver letto una pagina di diario di alcuni anni prima nella quale raccontava delle persone alle quali teneva. Il brano esprime il suo desiderio di entrare in contatto con molta gente e continuare a scrivere nel diario delle belle storie, e contiene il tema del fidarsi a vicenda e andare insieme mano nella mano verso il futuro.
La copertina del disco è divisa in due metà: quella superiore rappresenta la sicurezza ed è di colore bianco, con una trottola in piedi che gira; il giocattolo si riflette nella metà inferiore, dove è invece inclinata e su sfondo nero, a rappresentare l'insicurezza e l'oscurità che arriva quando si inclina di un grado.

## Accoglienza
Soundigest ha definito il disco "delle montagne russe emotive in cui il settetto si apre più che mai sulle proprie vulnerabilità e fiducia in se stessi", e "un EP che non ha sicuramente deluso" sul fronte del tema universale della sicurezza e insicurezza dentro se stessi, mantenendo "la produzione e il suono distintivo dei Got7". Amber Denwood di Vulture Hound ha scritto che il gruppo "è una macchina potente" e "a tutto tondo", e che "questo livello di talento ed etica lavorativa non è mai stato tanto evidente come nelle sei tracce dell'ultimo disco, Spinning Top". Ha indicato 1° come il brano che mette il luce il talento dei cantanti ed Eclipse quello che dà ai rapper il momento di brillare, definendo invece Time Out "una traccia che dimostra che i Got7 sono più che solo i loro testi".
Nel 2025, Denver Del Rosario di The Inquirer ha definito Spinning Top la migliore produzione del gruppo, la cui introspezione mostra come i Got7 siano capaci di abbracciare l'oscurità con finezza.

## Tracce
1. 1° – 3:15 (testo: Yugyeom, Kass – musica: NiiHWA, MosPick, Kwon Deok-geun)
2. Eclipse – 3:30 (testo: J.Y. Park "The Asiansoul", Defsoul (JB), Mirror Boy, D.ham, Munhan Mirror – musica: Defsoul (JB), Mirror Boy, D.ham, Munhan Mirror, Daviid, Yosia, NeD, Moon Kim, Vendors)
3. The End (끝?, KkeutLR) – 4:04 (testo: Jinyoung – musica: Jinyoung, Distract, Secret Weapon)
4. Time Out – 3:02 (Ars (Youngjae), Noday, Versa Choi)
5. Believe (믿어줄래?, Mid-eojullaeLR) – 3:06 (testo: BamBam, Tommy Park – musica: BamBam, Frants)
6. Page – 3:46 (testo: Defsoul (JB), Jomalxne, iHwak, Royal Dive – musica: Defsoul (JB), iHwak, Jomalxne, Royal Dive)

Tracce aggiuntive dell'edizione fisica
1. Eclipse (Inst.) – 3:29 (musica: Defsoul (JB), Mirror Boy, D.ham, Munhan Mirror, Daviid, Yosia, NeD, Moon Kim, Vendors)

## Formazione
Gruppo
- Mark – rap
- JB (Defsoul) – voce, testi (tracce 2, 6), composizione (tracce 2, 6)
- Jackson – rap
- Jinyoung – voce, testi (traccia 3)
- Youngjae (Ars) – voce, testi (traccia 4), composizione (traccia 4)
- BamBam – rap, testi (traccia 5), composizione (traccia 5)
- Yugyeom – voce, testi (traccia 1)

Produzione
- Andrew Choi – controcanto (traccia 3)
- Choi Hae-jin – registrazione (traccia 1)
- Versa Choi – arrangiamento (traccia 4), batteria (traccia 4), basso (traccia 4), tastiera (traccia 4)
- D.ham – testi (traccia 2), composizione (traccia 2), arrangiamento (tracce 2, 7)
- Daviid – composizione (traccia 2)
- Distract – composizione (traccia 3)
- Frants – composizione (traccia 5), arrangiamento (traccia 5), piano elettronico (traccia 5), basso (traccia 5), sintetizzatore (traccia 5), batteria (traccia 5)
- Chris Gehringer – mastering (traccia 2)
- Hong Young-in – basso (traccia 6)
- Im Hong-jin – missaggio (tracce 1, 5)
- iHwak – testi (traccia 6), composizione (traccia 6)
- J.Y. Park – testi (traccia 2)
- Jo Sung-hwak – ritornello (traccia 6)
- Jo Sung-hyeon – ritornello (traccia 6)
- Jomalxne – testi (traccia 6), composizione (traccia 6)
- Jun Byung-seon – piano (traccia 6)
- Jung Eun-kyung – editing vocale (traccia 6), missaggio (traccia 6)
- Kang Dong-ha – piano (traccia 1)
- Kang Tae-woo – controcanto (tracce 1, 5)
- Kass – testi (traccia 1)
- Kwak Jung-shin – registrazione (tracce 1-6)
- Kwon Deok-geun – composizione (traccia 1), arrangiamento (traccia 1)
- Lee Sang-yeob – registrazione (traccia 1, 5)
- Lee Tae-seob – missaggio (tracce 2-3)
- Mirror Boy – testi (traccia 2), composizione (traccia 2), arrangiamento (tracce 2, 7)
- Moon Kim – composizione (traccia 2)
- MosPick – composizione (traccia 1), arrangiamento (traccia 1), piano elettronico (traccia 1)
- Munhan Mirror – testi (traccia 2), composizione (traccia 2), arrangiamento (tracce 2, 7), controcanto (traccia 2)
- NeD – composizione (traccia 2)
- NiiHWA – composizione (traccia 1)
- Noday – composizione (traccia 4), arrangiamento (traccia 4), batteria (traccia 4), basso (traccia 4), tastiera (traccia 4), ritornello (traccia 4)
- Park Jung-eon – mastering (tracce 1, 3-6)
- Park Se-yong – sintetizzatore (traccia 2), piano (traccia 2)
- Royal Dive – testi (traccia 6), composizione (traccia 6), arrangiamento (traccia 6)
- Secret Weapon – composizione (traccia 3), arrangiamento (traccia 3), programmazione (traccia 3)
- Tommy Park – testi (traccia 5)
- Vendors – composizione (traccia 2)
- Versa Choi – composizione (traccia 4), arrangiamento (traccia 4)
- Yoon Won-kwon – missaggio (traccia 4)
- Yoon Young-min – registrazione (tracce 1-6)
- Yosia – composizione (traccia 2)
- Yue – editing vocale (tracce 1, 3-5)

## Successo commerciale
Spinning Top si è classificato al primo posto sulla Gaon Album Chart e quinto sulla US World Albums Chart. Ha venduto più di 210 000 copie nella prima settimana dall'uscita ed è stato certificato platino l'11 luglio 2019. Il video musicale di Eclipse ha superato i 20 milioni di visualizzazioni su YouTube dopo circa 79 ore. Sulla classifica giapponese Oricon (solo vendite fisiche), Spinning Top ha esordito al 13º posto con 3 448 esemplari.
Il disco è stato nominato per il premio Album dell'anno (Secondo quarto) ai Circle Chart Music Award e Disco Daesang ai Golden Disc Award 2020, dove ha invece vinto il premio Disco Bonsang. A fine 2019 Spinning Top è arrivato a 314 948 copie, classificandosi al 18º posto nella classifica Gaon degli album più venduti dell'anno.

## Classifiche

### Classifiche settimanali
| Classifica (2019) | Posizione massima |
| ----------------- | ----------------- |
| Corea del Sud     | 1                 |

### Classifiche di fine anno
| Classifica (2019) | Posizione |
| ----------------- | --------- |
| Corea del Sud     | 18        |

## Riconoscimenti
- Circle Chart Music Award
  - 2020 – Candidatura a Album dell'anno (Secondo quarto)[42]
- Golden Disc Award
  - 2020 – Disco Bonsang[43]
  - 2020 – Candidatura Disco Daesang